# Musée Meermanno
Le musée Meermano (autrefois appelé musée Meermanno Westreenianum) est un musée situé à La Haye aux Pays-Bas et présentant une collection de livres anciens.

## Historique
Le baron Willem van Westreenen de Tiellandt (1783-1848), issu d'une riche famille d'échevins anoblis de La Haye, accumule une collection de livres anciens tout au long de sa vie. Il doit cette passion très jeune à son arrière-cousin, Johan Meerman (1751-1815), voyageur et lui-même bibliophile. Ce dernier doit lui aussi une partie de sa collection à son père, qui avait acheté près de 1 000 ouvrages provenant de la bibliothèque du collège de Clermont à Paris, après l'expulsion des jésuites de France en 1764. D'abord étudiant en droit, Willem van Westreenen est ensuite nommé en 1807 archiviste-adjoint du Royaume. Il vit par la suite essentiellement de ses rentes provenant de la fortune familiale. Il entreprend de nombreux voyages en Europe d'où il rapporte de nombreux objets d'arts, des antiques et des livres. Entre 1821 et 1824, il tente de racheter la totalité de la collection de son cousin à l'occasion de ventes publics et d'achats de gré à gré, notamment en Angleterre. Il rachète dans le même temps des tableaux de sa famille ainsi qu'une partie de sa collection d'antiques.
À sa mort, sans héritier, il lègue l'ensemble de ses collections avec sa maison à l'État néerlandais sous condition d'y ouvrir un musée sous le nom de « Meermanno-Westreenianum ». Cette maison, bâtie alors en lisière de La Haye au début du XVIIIe siècle, était la propriété familiale depuis 1794 et là où le collectionneur a vécu seul avec ses domestiques jusqu'à sa mort. Le musée ouvre en 1852 après des travaux d'aménagements. La bibliothèque est alors évaluée à 15 000 volumes.

## Collections

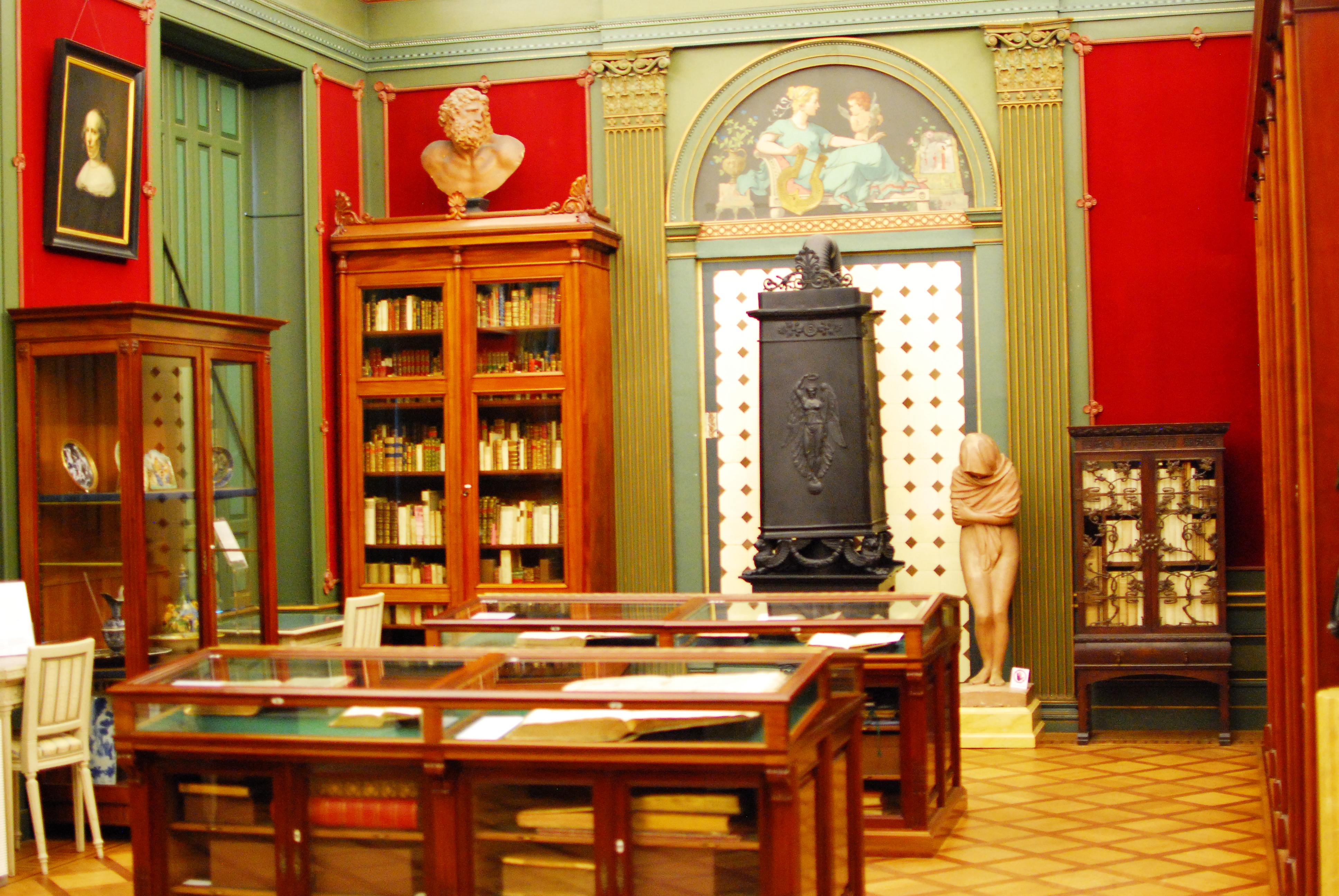
Salle des livres du musée Meermanno

Le musée possède actuellement une collection de 70 000 livres anciens, présentée par roulement dans la salle des livres. On y trouve 200 manuscrits enluminés du Moyen Âge. Le plus célèbre d'entre eux est la Bible historiale de Jean de Vaudetar, manuscrit du XIVe siècle autrefois propriété de Charles V de France. À cela s'ajoutent 1 300 incunables, des livres rares, ainsi qu'une collection de 30 000 ex-libris. Cette collection s'est étendue progressivement aux livres contemporains.
Le musée possède par ailleurs une collection de lettres de personnes célèbres (10 000 documents), d'estampes, de monnaies et médailles (10 000 objets) dont des pièces grecques et romaines. La collection d'objets d'art compte environ 1 300 pièces dont des antiques venant d'Égypte, de Grèce ou d'Italie. Le musée présente enfin une petite collection de tableaux de primitifs italiens, le mobilier de la famille Tiellandt et des objets d'art de la Renaissance jusqu'au XVIIIe siècle.
Les collections originelles ont été complétées par des objets témoins de l'histoire de l'imprimerie.

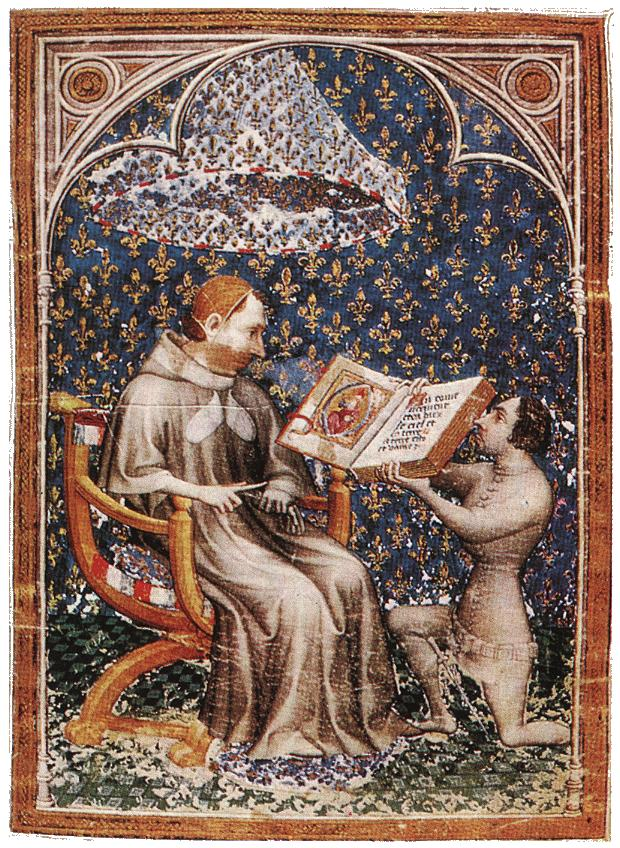
Frontispice de la Bible historiale de Jean de Vaudetar, vers 1372
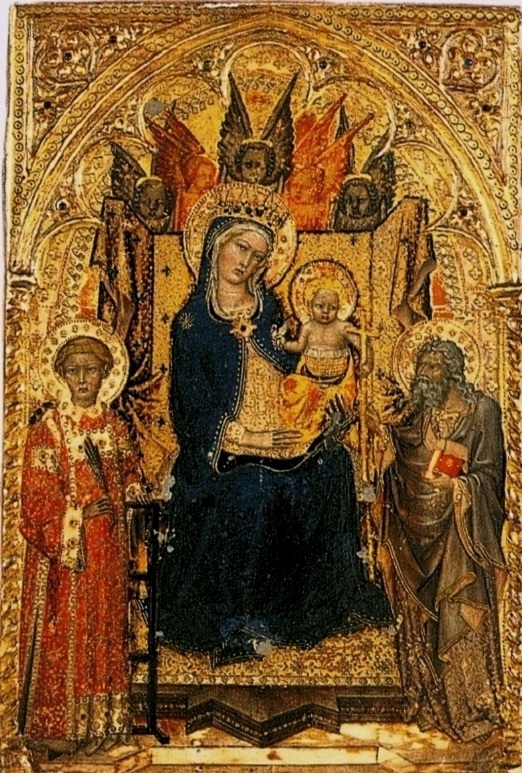
Vierge à l'Enfant avec saint Laurent et saint André, Francesco di Vannuccio, vers 1387
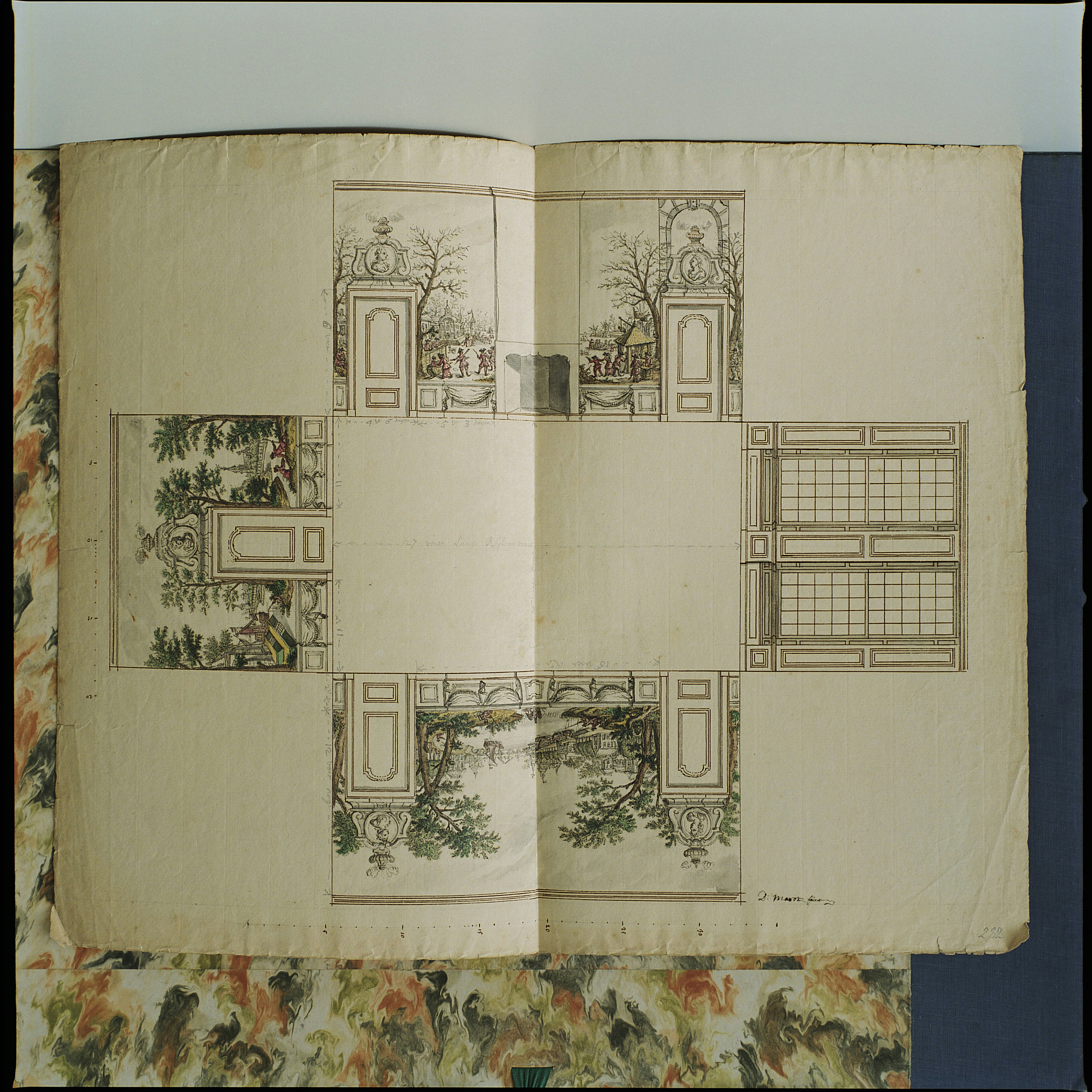
Carnet de croquis de Daniel Marot, vers 1760

## Politique culturelle
Quatre expositions par an sont organisées dans ses murs sur des thèmes lié au livre à leur restauration et aux livres contemporains. Un scriptorium a été reconstitué dans les étages du musée, servant de lieu d'animation et d'initiation à la calligraphie et à l'imprimerie.